# Сражение при Менорке
Меноркское сражение (англ. Battle of Minorca) — битва произошедшая 20 мая 1756 года и окончившаяся поражением британцев от испано-французских войск. Сражение при Менорке было первым морским сражением Семилетней войны на европейском театре военных действий. Британское поражение привело к спорному решению военного трибунала в отношении командующего британскими войсками Джона Бинга, которого казнили по причине «отказа приложить все усилия» для ослабления осады британского гарнизона Менорки.

## Предпосылки
Великобритания опасалась за свой гарнизон на острове Менорка, который был под контролем британцев с 1708 года после войны за испанское наследство. Великобритания и Франция начали боевые действия ранее 1754 года (см. Франко-индейская война) и начало войны в Европе было не выгодно Великобритании которая опасалась высадки на свою территорию французских войск и старалась всячески оградить себя на подступах к Британии, поэтому обладание Меноркой было важно для Великобритании стратегически.
Ожидаемое движение французов на Менорку началось, но действия британской короны были несколько запоздалыми, и несмотря на данные разведки о значительных силах, вышедших из Тулона, адмирал Джон Бинг был вынужден отправиться к Менорке из Гибралтара всего с десятью военными кораблями, к тому же недоукомплектованными и в плохом состоянии.
По прибытии на остров небольшая эскадра Бинга и эскадра, базировавшаяся на Менорке застали остров наводнённым французскими войсками, а британский гарнизон находился в осаде в форте города Маон. Бинг отдал приказ освободить гарнизон от осады, но этому препятствовал французский флот, сражение было отложено на следующий день 20 мая.

## Битва
Против 12 французских Бинг выставил 12 своих самых больших кораблей. Противники построились в две линии, шли параллельным курсом, Бинг приказал атаковать каждому кораблю свой номер, а сам атаковал флагмана, но из-за плохих сигнальных возможностей того времени британский флот пришёл в некоторое замешательство и запоздал с атакой. Во время сражения Бинг действовал со значительной осторожностью, проявляя стандартные методы ведения боя. Из-за значительного превосходства французов в огневой мощи несколько британских судов были значительно повреждены, но ни одно не затонуло и не было захвачено французами. После военного совета, который пришёл к выводу, что освободить гарнизон не удастся, а дальнейшее сражение с превосходящим флотом французов бесперспективно, Джон Бинг принял решения уйти в обратно в Гибралтар.

## Последствия
Результатом сражения можно было бы считать ничью, но действия Бинга, отказавшегося от попытки освободить гарнизон и от дальнейшего преследования французского флота, привели к его жёсткой критике. Британское Адмиралтейство, возможно чтобы скрыть свои просчёты при подготовке к защите гарнизона Менорки, обвинило Бинга в нарушении Военного кодекса, и осудило Бинга военным трибуналом к расстрелу. Приговор был приведён в исполнение на линейном корабле HMS Monarch в гавани города Портсмут 14 марта 1757 года.

## В литературе
Факт казни Джона Бинга упомянут в новелле Вольтера «Кандид»: «В этой стране мудро убить адмирала время от времени, чтобы дать храбрость другим» (фр. "Dans ce pays-ci, il est bon de tuer de temps en temps un amiral pour encourager les autres").
Артуро Перес-Реверте в повести «Мыс Трафальгар» пишет: «В Англии к морю относятся серьёзно. Как то раз даже шлепнули одного адмирала, сунувшегося на Менорку. Расстреляли прямо после заседания трибунала. На палубе его собственного корабля».
В советским кинофильме «Адмирал Ушаков» имеется эпизод, где старый британский адмирал отчитывает юного Нельсона и упоминает расстрел Бинга «за невыполнение уставов британского адмиралтейства».

## Разное
Один из участвовавших в битве британских кораблей — «HMS Dolphin» стал первым британским кораблём дважды совершившим кругосветное плавание, первый раз под командованием Джона Байрона, второй раз под командованием Самюэла Уоллиса.
В сражении при Менорке принимал участие восемнадцатилетний мичман Артур Филлип, впоследствии ставший адмиралом и основателем первой постоянной европейской колонии в Австралии. Артур Филлип привёл в Ботани Бэй Первый флот и основал там первое поселение, а также исправительную колонию Сиднея.